# 深川製磁
深川製磁株式会社（ふかがわせいじ、英語: FUKAGAWA-SEIJI CO., LTD.）は、佐賀県有田町にある日本の陶磁器メーカー。

## 概要
1894年（明治27年）1月、同じ有田町にある香蘭社の深川栄左ヱ門の次男深川忠次により設立された。1900年（明治33年）にはパリ万国博覧会に出品（自社の磁器をチャイナウェアーではなく、あえてフカガワポースレインとして紹介）して、最高名誉のメダーユドールを獲得している。
陶磁器の製造販売を主として行っており、売上高に占める比率は95%以上。その他に、西有田工場に隣接するチャイナ・オン・ザ・パーク敷地内でレストラン事業及び雑貨等の販売を行っている。
2007年（平成19年）1月現在の株式時価総額は5億4,530万円であり、福岡証券取引所の上場廃止基準の5億円未満に近い水準がこの数年続いていたが、同年2月から11月までの株式時価総額が継続して5億円を割り込んだため、12月31日に上場廃止となり翌2008年（平成20年）1月4日、グリーンシートフェニックス銘柄に登録し、株式の売買を継続できるようになった。
2019年2月、GLIONグループの株式会社デカンショパワー（本社：兵庫県丹波篠山市）とスポンサー契約を締結。同年5月および7月に同社向けに第三者割当増資を実施して、同社の傘下に入った。同年12月20日に開催された臨時取締役会において、デカンショパワーによる同社を除く当社株主に対して当社株式を売り渡す請求を承認する旨の決議を行った。これにより深川製磁はデカンショパワーの完全子会社となった。

## 沿革
- 1894年（明治27年）1月23日 - 香蘭社深川栄左ヱ門の次男深川忠次が深川製磁を設立。
- 1900年（明治33年） - パリ万国博覧会に出品。メダーユドールを獲得。
- 1904年（明治37年） - セントルイス万博に出品。金賞を獲得。
- 1910年（明治43年） - 宮内省御用達。
- 1911年（明治44年） - 株式会社に改組。鍋島直映が筆頭株主に。
- 1949年（昭和24年）4月30日 - 福岡証券取引所に上場。
- 2007年（平成19年）12月31日 - 福岡証券取引所上場廃止。
- 2008年（平成20年）1月4日 - グリーンシートフェニックス銘柄に登録。
- 2018年（平成30年）3月 - 株主コミュニティ制度へ移行。
- 2019年（令和元年）12月 - デカンショパワーの完全子会社となる。

## 直営店
- 仙台
- 六本木
- 大阪
- 博多
- 有田
- 佐賀

## 宮内庁御用達
深川製磁は、古くから宮内庁に製品を納め続けてきたが、御用達を商売に利用すべきではないとして御用達の事実や納品そのものを否定し続けてきた。しかしながら2018年10月、守谷絢子結婚披露晩さん会の引き出物に用いられた深川製磁製品（ボンボニエール）が、別の窯元製であるとの誤報が拡散。これを否定するために、一転して納品の事実を公表することとなった。